# Подгорје (Вишеград)
Подгорје је насељено мјесто у општини Вишеград, Република Српска, БиХ. Према попису становништва из 1991. у насељу је живјело 47 становника.

## Знамените личности
- Василије (Веиновић), епископ милешевски.[1]

## Становништво
| Демографија | Демографија | Демографија |
| Година      | Становника  | Становника  |
| ----------- | ----------- | ----------- |
| 1961.       | 187         |             |
| 1971.       | 100         |             |
| 1981.       | 32          |             |
| 1991.       | 47          |             |